# 牛人
「牛人」（ぎゅうじん）は、中島敦の短編小説で、「古俗」と題された作品群の中の一遍。「盈虚」と共に1942年（昭和17年）『政界往来』昭和17年7月号（第13巻7号、昭和17年7月8日政界往来社発行　170～174ページ）に掲載された。同年11月、今日の問題社から刊行された単行本『南島譚』に収められている。
下書きや原稿は残されてはおらず、製作年代は不明である。
『春秋左氏伝』の昭公4年(紀元前538年)の記事をもとに書かれている（同様の内容は『韓非子』内儲説篇上七術にも見える）。

## 登場人物
叔孫豹（しゅくそんひょう）
魯の人。大夫。三桓氏の内の一。
豎牛（じゅぎゅう）
若い頃斉の庚宗で一夜妻とした女との間に出来た、叔孫豹の子。叔孫豹の豎(小姓)に加えられた。黒い顔をした傴僂で、叔孫豹の夢に出た牛男に似ている。
孟丙（もうへい）
叔孫豹と斉の大夫国氏の娘との間に出来た子。豎牛の異母弟で、叔孫豹の嫡男。
仲壬 (魯国)（ちゅうじん）
孟丙の弟。
杜洩（とせつ）
叔孫豹の家令。
昭公（しょうこう）
魯の公。仲壬を気に入り、玉環を与える。

## 備考
中島敦の代表作の一つである「弟子」は、「牛人」と同時代・同地域の作品であり、物語直後の魯で孔丘が仕官している。弟子作中にて、昭公が亡命先で死んだ事が書かれている。